# 落藻目
落藻目（学名：Scytothamnales）是褐藻纲下的一个目。

## 下属分类
本目包括以下科：
- Asteronemataceae
- 巴克藻科 Bachelotiaceae
- 落藻科 Scytothamnaceae
- Splachnidiaceae